# 马里兰共和国
马里兰共和国（英語：Republic of Maryland），又称马里兰独立国、非洲马里兰、利比里亚马里兰，是一个存在于1854年—1857年的西非国家，后并入利比里亚。

## 历史
1831年12月，美国马里兰州议会决定将州内的被解放黑奴及自由黑人迁居非洲，并成立马里兰州殖民协会。

### 迁入帕尔马斯角殖民地

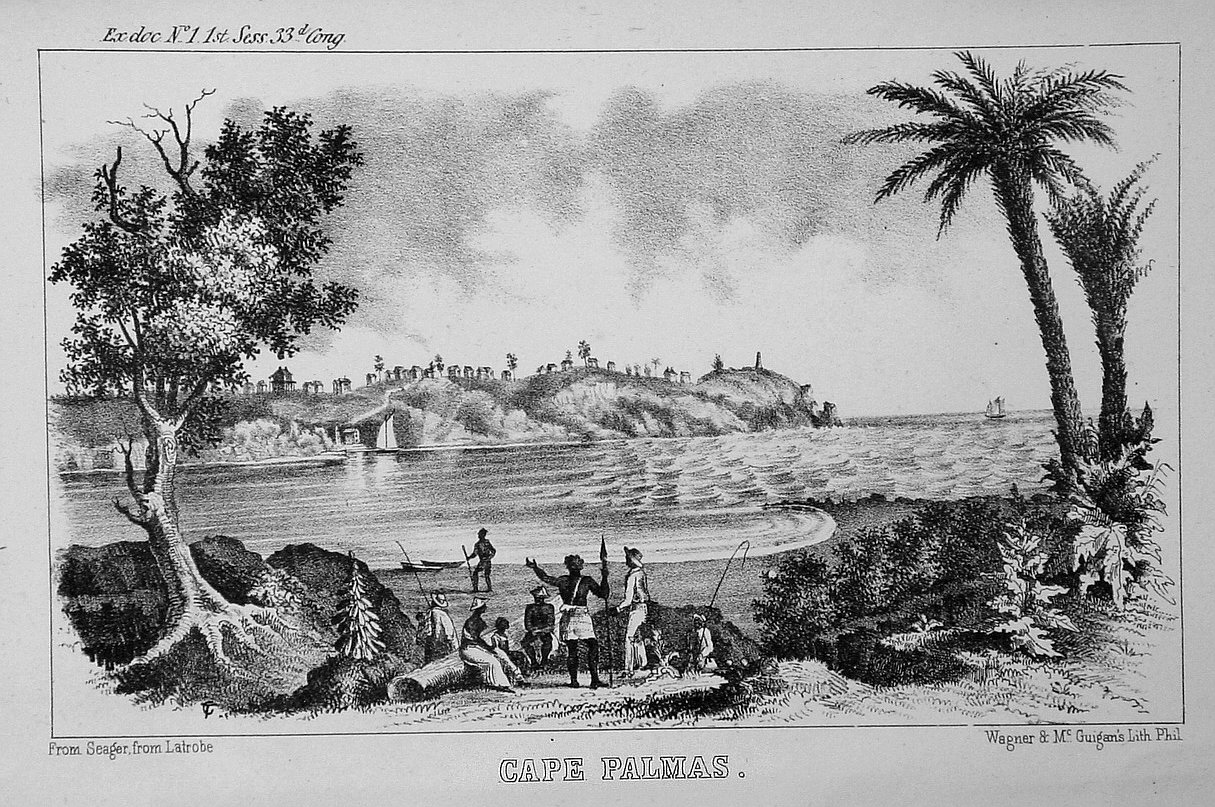
1853年的帕尔马斯角

1834年，马里兰州殖民协会在帕尔马斯角建立殖民地，并迁入美國马里兰州被解放黑人奴隶和自由黑人。1838年，其他美国黑人定居区并入利比里亚联邦，并于1847年宣布独立。在1841年2月2日，来自马里兰州的黑人定居区形成马里兰国。1853年，进行独立公投并于1854年正式独立，首都设在哈珀。

### 独立和与利比里亚合并
马里兰共和国成立后不久便遭到当地原住民克鲁人和格雷博人的入侵，马里兰政府便向利比里亚政府请求援军，利比里亚总统史蒂芬·艾倫·本森派約瑟夫·詹金斯·羅伯茨率領軍隊击退了格雷博人，1857年3月18日，马里兰共和国与利比里亚合并，成为利比里亚的一个县。马里兰末任总督波士頓·詹金斯·德雷頓后来成为利比里亚最高法院大法官。